# June Walker
June Walker  (14 juin 1900 - 3 février 1966) est une actrice et comédienne américaine.

## Biographie
June Walker a interprété le personnage de Lorelei Lee du roman d' Anita Loos, lors de la production  éponyme de Les hommes préfèrent les blondes qui a été présentée pour la première fois à Broadway en 1926 et qui demeura à l'affiche plus de 190 représentations. Elle tint plus tard des rôles au cinéma dans des films dont Waterloo Bridge (1930), Green Grow the Lilacs (1931) et The Farmer Takes a Wife (1935). Sur scène, elle partagea aussi la vedette avec Thomas Mitchell lors de la tournée nationale de la pièce de théâtre Death of a Salesman en 1949.
June Walker est la mère de l'acteur John Kerr.

## Théâtre
- Green Grow the Lilacs
- The Farmer Takes a Wife
- Twelfth Night

## Filmographie partielle

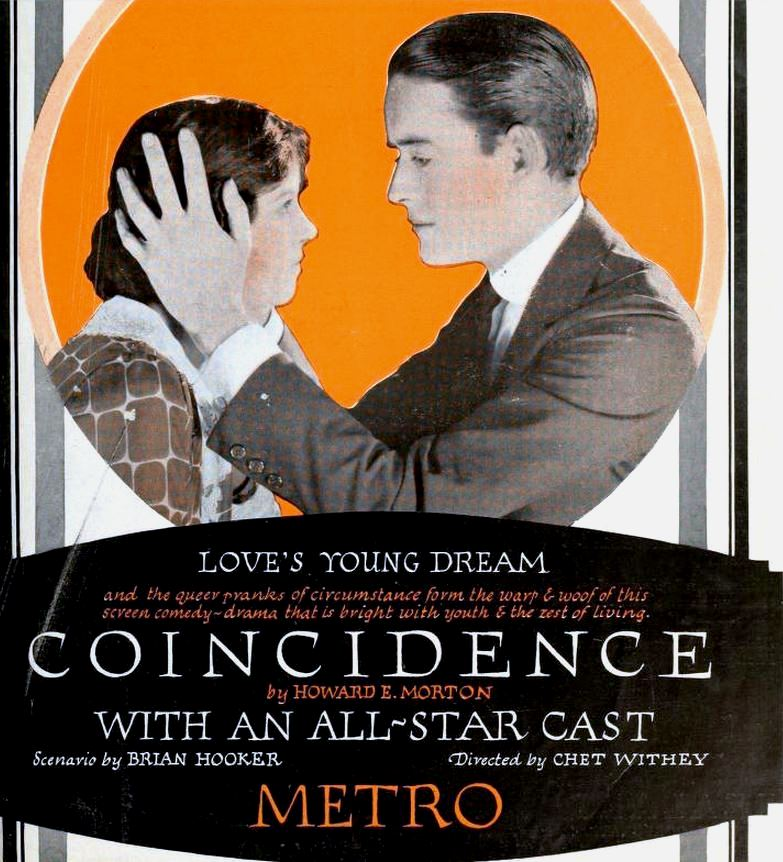
Affiche de Coincidence, avec June Walker et Robert Harron.

- 1917 : The Millionaire, de Arvid E. Gillstrom
- 1921 : Coincidence (Coincidence), de Chester Withey : Phoebe Howard
- 1930 : War Nurse, d'Edgar Selwyn : Babs (Barbara Whitney)
- 1942 : Thru Different Eyes, de Thomas Z. Loring : Margie
- 1960 : Le Vent de la plaine (The Unforgiven), de John Huston : Hagar Rawlins